# Бандарбан
Бандарба́н (бенг. বান্দরবান) — город на юго-востоке Бангладеш, административный центр одноимённого округа. Площадь города равна 51,80 км². По данным переписи 2001 года, в городе проживало 31 806 человек, из которых мужчины составляли 60,22 %, женщины — соответственно 39,78 %. Уровень грамотности взрослого населения составлял 56,8 % (при среднем по Бангладеш показателе 43,1 %).